# Karma Thinleypa
Karma Thinleypa (tibétain : ཀར་མ་འཕྲིན་ལས་པ།, Wylie : kar ma 'phrin las pa) est une lignée de lamas tibétains karma-kagyu.

## Lignée
1. Dagpo Chogle Namgyal (1456-1539)
2. Palkhang Chodze Lotsawa Ngawang Chökyi Gyatso,  Palkhang Lotsawa
3. 3e Karma Thinleypa
4. Karma Thinley Rinpoché (1931-)